# Ramiro Tagliaferro
Ramiro César Tagliaferro (Castelar, Partido de Morón, 17 de julio de 1971) es un político y politólogo argentino, intendente del partido de Morón desde 2015 hasta 2019. Previamente se había desempeñado como concejal y diputado de la provincia de Buenos Aires por el PRO.

## Carrera
Nació en Castelar, partido de Morón en la provincia de Buenos Aires. Su padre era médico. En 1997 se graduó de la Universidad Católica Argentina donde conoció a María Eugenia Vidal cuando ambos participaron en la fundación del think tank Grupo Sophia. Junto a su esposa, se sumaron al equipo de Mauricio Macri en 2001.
En 2007 se desempeñó como jefe de campaña del PRO en la provincia de Buenos Aires en 2007. Trabajó en la consultora y encuestadora Poliarquía, como director asociado. También fue fundador y director de la Fundación Crecer y Crecer. Según diversos medios Tagliafierro manejaba en becas escolares y subsidios unos $ 80,000 mensuales provenientes de la Cámara de Diputados de la Provincia de Buenos Aires. Sus excolaboradores lo acusan de utilizarlas para un clientelismo inescrupuloso a cambio de votos. Además Tagliaferro mantendría un oneroso personal de operadores políticos, diseñadores web, asesores, amigos y punteros. En concepto de becas, Tagliaferro recibió desde 2007 a 2011 $3.840.000 para su equipo. Existe una lista de personas “mensualizadas” por Ramiro, beneficiados desde el Gobierno de la Ciudad de Buenos Aires y del Ministerio de Desarrollo Social del gobierno de la Ciudad a cargo de su esposa, con sueldos que oscilan entre los 5.000 y 10.000 mensuales. En 2019 sería imputado por la fiscal María Silvana Beatriz por el presunto delito de incumplimiento de deberes de funcionario público por utilizar recursos municipales para la campaña
tras difundirse en redes sociales y medios de comunicación la entrega de prebendas a cambio de votos al repartir chapas, tirantes, colchones y bolsas de alimentos comprados con dinero municipal que  además llevaban el nombre de Ramiro Tagliaferro. El concejo deliberante pidió que se investigue el uso de recursos humanos y materiales de la administración municipal para fines políticos personales del intendente

Participó en el partido Compromiso para el Cambio (finalmente renombrado Propuesta Republicana) desde su fundación. Junto a Jorge Macri fue en 2007 el principal impulsor de la alianza Unión PRO, que incorporó al empresario colombiano Francisco de Narváez, famoso por sus numerosas causas judiciales (lavado de dinero, tráfico de influencias, relación con el narcotráfico, evasión de impuestos, aportes ilegales, entre otras) y por su política de despidos masivos al frente de Casa Tía. La alianza también sumó a otros partidos de derecha y centroderecha, entre ellos la Unión del Centro Democrático (UCeDÉ) (fundada por Álvaro Alsogaray) y Recrear para el Crecimiento (fundado por Ricardo López Murphy). Tagliaferro fue elegido Diputado de la Provincia de Buenos Aires en 2007 de la mano del por entonces Diputado Nacional De Narváez.
En 2011 realizó una fortísima campaña para su candidatura a intendente, pero finalmente decidió bajarse. Esta decisión se dio luego de que dos de los tres concejales del Pro en Morón se unieran al bloque del Frente para la Victoria tras fuertes internas. Pocos días más tarde, Tagliaferro llamó a votar por Eduardo Duhalde en las elecciones presidenciales. Finalmente en 2011 fue el segundo candidato de Unión Popular por la 1.ª Sección Electoral a la Cámara de Diputados de la Provincia de Buenos Aires en una lista encabezada por Rubén Eslaiman y que tenía por candidato a Gobernador de la Provincia a Eduardo Amadeo. La magra cantidad de votos obtenidos por el Frente Popular en la 1.ª sección (apenas 184.998) llevó a que Tagliaferro no pudiera renovar su banca y quedara fuera de la Cámara.
Entre 2011 y 2013 no ocupó ningún cargo público. En mayo de 2013 comenzó nuevamente una campaña en la que se presentaba como candidato a intendente pese a que ese año no había elecciones para el cargo.En 2019 durante las elecciones en Morón fueron desplazados parte del equipo de fiscalización vinculado a Daniel Ivoskus por denuncia de supuesta coimas, eran funcionarios muy cercanos al diputado Ivoskus, quienes tras un acuerdo político con el Tagliaferro, habían llegado en legión desde San Martín. a un grupo de colaboradores, notarios y fiscalizadores les impidieron ingresar a sus oficinas y les comunicaron que habían sido cesanteado de sus cargos por órdenes de otro sector de Cambiemos.
Director Asociado de Poliarquía Consultores SA y fue durante ese periodo en el que su esposa, la por entonces vicejefa de Gobierno María Eugenia Vidal realizó al menos dos contrataciones directas por casi medio millón de pesos a la consultora de su esposo violando así la Constitución de la Ciudad Autónoma de Buenos Aires.
En las elecciones legislativas de 2013 se postuló a concejal. Pese a perder las internas frente a Martín Marinucci, fue elegido cuarto concejal por dicho partido.
Luego de estar junto a Francisco de Narváez, Eduardo Duhalde y Sergio Massa, Tagliaferro retornó al PRO a mediados de 2014.
El 25 de octubre de 2015 derrotó a Hernán Sabbatella, poniendo fin de ese modo a la administración de Nuevo Encuentro, que llevaba dieciséis años en el gobierno, asumiendo el once de diciembre.
Según el referente del PRO en Ituzaingó Osvaldo Marasco, la campaña de Ramiro Tagliaferro para llegar a la intendencia de Morón "la pagó el gobierno de la Ciudad".
El 11 de diciembre de 2015 asumió como intendente, y en las elecciones de 2019 perdió la posibilidad de ser reelecto ante Lucas Ghi. Para las Elecciones municipales de Morón de 2023, Tagliaferro decide bajar su candidatura debido a que no estaba bien en las encuestas, en cambio decidió apoyar a su exfuncionario y actual concejal Leandro Martín Ugartemendia

## Vida personal
Estuvo en pareja con María Eugenia Vidal (exgobernadora de la provincia de Buenos Aires) desde 1998 hasta el 2016. Tienen tres hijos: Pedro, Camila y María José. Vive en la ciudad de Castelar.
El 9 de agosto de 2016, Ramiro Tagliaferro fue designado Alcalde por la Paz por la Fundación Sadako. Poco después de que Vidal ganara las elecciones provinciales de Buenos Aires de 2015 y de que asumiera como gobernadora, la pareja se divorció. En 2017, Tagliaferro comenzó una relación con Carina Vázquez Arizeta, coordinadora de la dirección de Tránsito de Morón, y en 2018 la nueva pareja viajó a Europa en el marco de una gira de dos semanas del intendente lo que causó controversia al realizarse con dinero público.

## Gestión municipal
A principios de 2016 decretó la emergencia económica y se otorgó facultades extraordinarias, lo que le permite gobernar con plenos poderes ya que podrá reasignar partidas y contratar empresas sin licitaciones, además de realizar despidos sin motivo. En una interpelación convocada por la oposición el Secretario de Economía y Finanzas,  Sebastián Torrillas, no pudo justificar la emergencia económica y ni siquiera pudo afirmar cuánta plata posee hoy el municipio.
En marzo de 2017 Tagliaferro aumentó su propio sueldo a casi el doble, pasando de un salario bruto de $58.421 a $89.332, mientras que por entonces el Municipio ofrecía a los trabajadores estatales aumentos del 18%.
Apenas asumió como intendente, Tagliaferro nombró como funcionarios a dos familiares del dictador Jorge Rafael Videla. Uno de ellos lleva adelante lo que empleados municipales denominan la "inteligencia interna" en la municipalidad con la finalidad de neutralizar cualquier disidencia. Una de las primeras personas despedidas fue una empleada trans, quien denunció discriminación y amenazas. A principios de 2016 fueron despedidos más de 400 trabajadores del municipio, incluyendo a 280 en "áreas sensibles". Fernando Banchero, Subsecretario de Trabajo y Economía Social, justificó ante un grupo de trabajadores despedidos que las cesantías se debían a "motivos que no puedo responder". Tagliaferro fue convocado a interpelación pero decidió no asistir y sus funcionarios no pudieron justificar los despidos masivos.
Poco antes de las elecciones legislativas de 2017, la Unión Cívica Radical de Morón llamó a votar en contra de Tagliaferro pese a que el partido forma parte de Cambiemos, coalición gobernante. En un comunicado, el radicalismo local difundió que Tagliaferro "gobierna para un sector minoritario, con funcionarios traídos de otros distritos, que desconocen la realidad moronense, aumentando la plantilla municipal con clientela de su propio partido como pago de favores". También acusó al intendente de encubrir actos de corrupción, desoír reclamos, abandonar a los comercios y pequeñas y medias empresas locales, y de "proscribir la lista de la Unión Cívica Radical de Morón".
En julio de 2016 Tagliaferro utilizó el Palacio Municipal de Morón para realizar una fiesta privada con alcohol y música bailable. El Concejo Deliberante aprobó interpelar al intendente pero este no se presentó. En cambio acudió el secretario de Legal y Técnica del Municipio de Morón, Cristian Herrera, quien dijo durante la interpelación que la fiesta privada había sido una "reunión de gabinete". Según Herrera, lo consumido durante la fiesta había sido producto de "donaciones". Tagliaferro no dio justificación alguna por el uso de un recinto público para un evento privado ni de dónde salió el dinero para dicho evento.
En noviembre del mismo año el intendente realizó un viaje privado a Ecuador sin pedir licencia ni informar oficialmente de su ausencia, violando así la Ley Orgánica de las Municipalidades. En Ecuador Tagliaferro brindó una conferencia sobre comunicación política, actividad que nada tiene que ver con su rol de intendente de Morón.
En marzo de 2018 salió a la luz un audio en el que un funcionario municipal le exige una coima al dueño de un supermercado chino. El funcionario amenaza con "venir a clausurar (el supermercado) todos los días" si no se le paga, mientras que el comerciante repite: "le pagué 400 mil pesos a Hugo". Según el medio local El Cactus, que dio a conocer el audio originalmente, "Hugo" sería el Jefe de Gabinete, Hugo Arbel; mientras que "Ulloa", otro nombre mencionado en el audio, correspondería a Carlos Ulloa, precandidato a Intendente por la UCR en las primarias de 2015. Tras la difusión del audio, el bloque de concejales de Unidad Ciudadana presentó una denuncia en la Oficina Anticorrupción para que se investigue el posible delito de cohecho y tráfico de influencias de funcionarios municipales.
Dos meses más tarde, un informe de la oficina anticorrupción de Morón señaló que casi la mitad de las denuncias realizadas en esa oficina están relacionadas con las áreas de Habilitaciones, Obras particulares e Inspección General. Estas tres áreas del gobierno local están en manos de hombres muy cercanos al Intendente: el subsecretario de Control Comunal es Fernando Rebagliati y los directores de Inspección General y Registro de la Actividad Económica, son Nicolás Páez y Alejandro Alonzo, respectivamente.
En 2016, 2017 y 2018 la gestión de Tagliaferro incumplió con la ordenanza municipal 13.994/11 de Regulación de la Publicidad Oficial del Municipio de Morón, especialmente el artículo 22, que garantiza que un 4% del presupuesto en publicidad se destine exclusivamente a medios y organizaciones sin fines de lucro. Numerosos medios locales han exigido sin éxito al intendente alguna respuesta. En noviembre de 2016, Cambiemos impidió alcanzar el quorum en una sesión extraordinaria en la que se iba a tratar el reclamo. La Cooperativa de Trabajo para la Comunicación Social, que gestiona la FM En Tránsito y la revista comunitaria Güarnin, solicitó a lo largo de los tres años el acceso a la denominada "Banca 25" (un mecanismo de participación ciudadana para expresar una opinión, realizar un reclamo o fundamentar una propuesta) a fin de reclamar por el inclumplimiento de la ordenanza y la falta de respuestas. En todos los casos la solicitud fue bloqueada por el sector oficialista del Consejo Deliberante, no sólo violando así la ordenanza sino también vulnerando el derecho a la comunicación y acceso a la información. Pese a esto, el Municipio gasta más de 20 millones de pesos en publicidad oficial y se ha demostrado que paga sobreprecios a empresas del Grupo Clarín.
En agosto de 2018 fue detenida una funcionaria municipal que ocultaba más de 10 kilos de marihuana en su vehículo.
En septiembre, la Unidad Funcional N.º 1 del Departamento Judicial de Morón, a cargo del Fiscal Javier Baños, imputó al intendente Ramiro Tagliaferro, a la presidenta del Concejo Deliberante de Morón Analía Zapulla y a concejales del Bloque Cambiemos por los delitos de desobediencia (artículo 239 del Código Penal), incumplimiento de los deberes de funcionario público (art. 248) y omisión o retardo de actos de oficio (art. 249). En agosto, se aprobó la ordenanza municipal 18851/18 mediante la cual fue removido un busto del expresidente Néstor Kirchner ubicado en la plaza frente a la municipalidad. La Jueza en lo Contencioso Administrativo del Departamento Judicial de Morón, Dra. Mónica Luján López, hizo lugar a la medida cautelar presentada por Unidad Ciudadana, argumentando que se había violado el derecho de vecinos y vecinas a participar y ser escuchados, ya que la colocación del busto, en 2012, había sido aprobada previa audiencia pública y la remoción del mismo, no. Hasta resolver la cuestión de fondo, debía reponerse el busto. El Municipio incumplió con la resolución de la jueza, dando lugar así a la imputación.
Tagliaferro terminó su gestión en diciembre de 2019 dejando al Municipio de Morón una deuda de 1200 millones de pesos reclamada por más de trescientos proveedores. En marzo de 2020, el ya ex intendente Tagliaferro y sus condejales Natalín Faravelli y Leandro Ugartemendía fueron denunciados por cohecho, malversación de caudales públicos y peculado. Los tres fueron denunciados por “desviar dineros públicos a fin de dar dinero en negro funcionarios adeptos”. Entre los testigos citados en la denuncia aparece Nicolás Canario Soto, concejal que había renunciado al bloque del entonces intendente cinco meses antes, luego de denunciar públicamente malversación de fondos por parte de la gestión de Tagliaferro.
La rendición de cuentas del último año de gestión de Tagliaferro fue rechazada en el Consejo Deliberante. Además de la mencionada deuda, se constató la contratación a empresas fantasma o sin empleados, la compra de mercadería que nunca llegó a destino y la asignación de pautas publicitarias a portales de internet inexistentes. En algunos casos estas empresas inexistentes cuyos titulares tienen vínculos directos con funcionarios de Tagliaferro. Durante la sesión se ausentó el concejal de Tagliaferro Emiliano Catena, quien, en medio de la cuarentena decretada por la pandemia de Coronavirus, viajó en un vuelo humanitario a Miami. El pedido de licencia se presentó cuando el concejal ya estaba fuera del país pero con su firma, por lo que se realizó una denuncia penal por adulteración de documento público.

### Presupuesto
En abril de 2018 toda la oposición votó en contra de la rendición de cuentas correspondiente al Ejercicio Fiscal 2017. El rechazo se debió a la subejecución en un 64% del presupuesto correspondiente al Sistema de Atención Médica de Emergencias (SAME) y del 30% para los Centros de Atención Primaria. Además de la paralización de las obras de la segunda etapa del Hospital Municipal. El presupuesto asignado a programas habitacionales (construcción y mejoramiento de viviendas) se subejecutó en un 74% y quedaron sin ejecutar más de 15 millones de pesos en el área de educación, paralizando así obras en dos jardines y una escuela. Según el concejal Jorge Laviuzza, del Frente Renovador, el 70% de los gastos en el Hospital de Morón fueron en "medialunas, almuerzos y café". A esto se le suman diversos gastos particulares de funcionarios municipales que pasaron al presupuesto oficial. Entre ellos se cuentan desayunos por $1600, medialunas por $1200, sandwichs de miga por $3000 y $890 en bombones, mientras que el actual concejal y exsecretario de planificación estratégica Leandro Ugartemendía rindió más de $9000 en peajes.
La rendición fue aprobada gracias a la mayoría automática con la que cuenta el Pro a nivel local.
Algo similar había ocurrido en 2016, cuando el Gobierno de Tagliaferro subejecutó el presupuesto en las áreas de Seguridad Ciudadana (de un presupuesto de 122 millones de pesos, solo se destinaron 66 millones: subejecución del 50%), Empleo y Economía Social, Salud (para el SAME se habían asignado 37 millones de pesos pero solo se invirtieron 28 millones: subejecución del 25%; para el Hospital Municipal el Municipio tenía 65 millones presupuestados pero solo ejecutó 2 millones: 97% de subejecución) y programas sociales. En el área de políticas habitacionales hubo una subejecución presupuestaria de casi el 80% (se invirtieron 6 millones de pesos de los 29 millones asignados). En cuanto a la "caja chica", diversos funcionarios municipales habían realizado numerosos gastos ridículos entre los que se destacó la curiosidad de "una trenza de salmón" que nadie pudo justificar. Asimismo, se cuestionaron importantes sobreprecios de más del 600% en publicidad y en licitaciones públicas.
Para 2018 el presupuesto tuvo recortes del 40% en Seguridad y de 16% en Salud. Pese a que las tasas municipales aumentaron hasta un 50%, el presupuesto total municipal apenas aumentó un 7%, muy por debajo del nivel de inflación. Concejales del Frente Renovador y Unidad Ciudadana denunciaron que, al momento de rendir cuentas, el Municipio negó acceso a información para su análisis, control y eventual aprobación en el Concejo Deliberante. La concejal del GEN Sandra Yametti realizó por esto una denuncia formal ante el Tribunal de Cuentas de la provincia de Buenos Aires. Pese a los votos en contra de toda la oposición, la rendición de cuentas para el año 2018 fue aprobada gracias a la mayoría automática con la que cuenta Tagliaferro.

### Falta de transparencia
Apenas asumió Tagliaferro como intendente municipal, el sitio en internet del gobierno local fue modificado eliminando mucha información que era de público acceso para todos los vecinos, entre ella los recibos de sueldo del intendente, las declaraciones juradas de funcionarios, la nómina de personal y las remuneraciones. Según el sitio Chequeado, hay menos transparencia en el Municipio de Morón desde que asumió Tagliaferro. El mismo sitio destaca que durante las gestiones de Lucas Ghi y Martín Sabbatella las declaraciones juradas patrimoniales y recibos de sueldo del intendente estaban disponibles en internet, en sintonía con la ordenanza municipal 6224 del año 2004. El municipio también dejó de publicar el Boletín Oficial (violando la Ley Orgánica de las Municipalidades) y dejó de ofrecer información sobre compras municipales en el sitio MORÓN COMPRAS.

### Aeropuerto El Palomar
Ver también: El caso Flybondi
Desde 2018 el Aeropuerto El Palomar (EPA) comenzó a operar comercialmente en forma permanente y superó a Ezeiza como el primer aeropuerto de vuelos domésticos en la provincia de Buenos Aires. En junio del mismo año se consagró como el octavo del país en cantidad de pasajeros transportados. Ya en 2010 EPA había sido utilizado como base de operaciones por Sol, Pluna, Andes y BQB durante los 29 días que el Aeroparque Metropolitano Jorge Newbery estuvo cerrado. En ese entonces, el intendente Lucas Ghi mencionaba la posibilidad de que el Aeropuerto El Palomar se convirtiera en una plaza alternativa a Ezeiza y Aeroparque. Actualmente, en EPA opera la low cost Flybondi con vuelos nacionales e internacionales. Se espera que en los próximos meses también se incorpore JetSmart como operadora en el aeropuerto.
Según estima Ámbito Financiero, por cada avión que se incorpora se producen 60 nuevos empleos directos y 90 empleos indirectos. 
A partir de diciembre de 2018, vecinos del Barrio Aeronáutico de El Palomar comenzaron a recibir notificaciones de desalojo. Se convocó a personal militar para que participara de la expulsión de los vecinos. El origen de esto fue la aprobación de la modificación del Código de Ordenamiento Urbano (COU), en la última sesión del Concejo Deliberante del 2018, que permitía la construcción de hoteles y otros emprendimientos inmobiliarios cercanos al aeropuerto. La modificación del COU no pasó por comisiones ni se convocó a audiencia pública, tal como ordena el reglamento del Municipio, por lo que fue presentada una medida cautelar para frenar los efectos de la ordenanza y una denuncia penal contra Tagliaferro y toda la bancada oficialista por incumplimiento de los deberes de funcionario público; Asociación ilícita; malversación de caudales públicos y falsificación de documentos. Sin embargo, Tagliaferro se desligó del tema y afirmó que los pedidos de desalojo estaban judicializados y no tenían que ver con el Municipio. Además de abandonar a las 150 familias del barrio que pueden sufrir desalojos, el intendente afirmó que los que se manifestaban "trabajan de manifestantes públicos".

### Campaña ilegal 2019
En las elecciones primarias de 2019 Tagliaferro obtuvo el 36,13%, mientras que Frente de Todos, principal oposición liderada a nivel local por el ex intendente Lucas Ghi, se llevó el 43,84%. Luego de esta derrota, Tagliaferro recurrió al clientelismo y comenzó a repartir chapas y madera etiquetadas con el nombre del intendente, ordenó a empleados municipales salir a hacer campaña, y finalmente violó la normativa legal del municipio al utilizar camionetas que circulan difundiendo avisos proselitistas por altoparlante, prohibido por Ordenanza Municipal 9958/07. Sobre las estrategias clientelistas, la concejala del Partido GEN Sandra Yametti expresó un "enérgico rechazo a la utilización de recursos de la administración municipal con fines de propaganda política, práctica que se vuelve aún más despreciable cuando se especula con la necesidad de los más vulnerables", mientras que Ghi describió esta forma de campaña como un "desprecio a quienes menos tienen y quienes más necesitan de esa ayuda". Al mismo tiempo, Tagliaferro mandó a plotear los camiones municipales con su nombre, incumpliendo la ordenanza 13.994/11.
A fines de septiembre, una empleada municipal renunció luego de que la obligaran a hacer campaña por Tagliaferro.
En octubre de 2019 el concejal Nicolás Canario Soto renunció a la bancada oficialista argumentando: "no puedo seguir siendo cómplice del más descarado de los clientelismos políticos nunca antes vistos en la historia de este distrito". Canario Soto también destacó que su renuncia se debía al "desabastecimiento del hospital municipal", "la violencia moral ejercida contra empleados del estado para realizar actividades de campaña, la malversación de recursos públicos para provechos particulares, la captación del voto de los más vulnerables a través de prebendas."
El mismo mes también abandonó la bancada de Tagliaferro la concejala Vanesa Sosa. En su carta de renuncia explicó que el espacio político del intendente "ha perdido la empatía con el pueblo y no presta atención a las necesidades que el mismo está atravesando. Lamentablemente el intendente de Morón se ha ido alejando paulatinamente tanto de los vecinos de Morón como de su grupo dirigencial y sus concejales, quienes hace cuatro años defendemos su gobierno”.
La Fiscalía de Instrucción en los Criminal y Correccional 6 del Poder Judicial de Morón imputó a Tagliaferro por “abuso de poder e incumplimiento de los deberes de funcionario público” debido a la campaña clientelista. Asimismo, el juez penal Gabriel Alberto Castro le prohibió al intendente seguir distribuyendo todo tipo de productos junto con su boleta electoral y la jueza María Romilda Servini ordenó a la Secretaría de Trabajo que no pagara un subsidio para desocupados, maniobra gestionada a través de los punteros o locales partidarios y sospechada de constituir una compra de votos.
El mismo fin de semana de las elecciones presidenciales fue detenido Federico Tahmizian, consejero escolar del intendente Tagliaferro y candidato en la lista de Juntos por el Cambio de Morón, por romper la veda electoral y vandalizar negocios del centro de Haedo con la consigna "Lucas Ghi 2019", con el objetivo de ensuciar al principal rival político de Tagliaferro. Las acciones de Tahmizian y otros militantes fueron capturadas en video por cámaras de seguridad de distintos comercios. El funcionario de educación y el intendente Tagliaferro fueron denunciados por los delitos de daño agravado, abuso de autoridad, incumplimiento de los deberes de funcionario público, malversación de los caudales públicos y encubrimiento.
Poco después de la asunción de Lucas Ghi, la concejala Alejandra Liquitay también abandonó el bloque con críticas a Tagliaferro. En su carta de renuncia escribió que Tagliaferro "no acepta la diversidad de voces y aniquila disensos", y que "sólo acepta sometidos". En febrero también abandonó el bloque del ya ex intendente Cristian Herrera, Secretario de Legal y Técnica entre 2015 y 2017, y concejal desde entonces. En su carta de renuncia, Herrera criticó a Tagliaferro y describió su gestión destacando "comportamientos personalistas, autoritarios y alejados de la realidad social y política", así como la "búsqueda de objetivos egoístas, servirse de la función pública para satisfacer apetencias personales, alejarse de las necesidades de los vecinos y enquistarse en posiciones reaccionarias y en entornos obsecuentes".
A fines de febrero de 2020 los cuatro concejales que renunciaron al bloque que responde a Tagliaferro (Alejandra Liquitay, Vanesa Sosa, Nicolás Canario Soto y Cristian Herrera) fueron escrahados en forma organizada a través de redes sociales. La filtración de chats de WhatsApp con órdenes para realizar el escrache contra los cuatro concejales, junto a fotos suyas y un mensaje a difundir que reclamaba que renunciaran a sus bancas, motivaron la presentación formal de un pedido de repudio en el Concejo Deliberante. En el documento se afirma que los escraches fueron promovidos por Tagliaferro.

## Gabinete Municipal[101][102]
| Gabinete Municipal de Ramiro Tagliaferro               | Gabinete Municipal de Ramiro Tagliaferro   | Gabinete Municipal de Ramiro Tagliaferro                                     |
| Cartera                                                | Titular                                    | Período                                                                      |
| ------------------------------------------------------ | ------------------------------------------ | ---------------------------------------------------------------------------- |
| Jefe de Gabinete                                       | Carlos Rebagliati Hugo Arbel               | 12 de diciembre de 2015 - 26 de octubre de 2017 - 11 de julio de 2018        |
| Secretaría General                                     | leonardo Dartayeta                         | 12 de diciembre de 2015 - 10 de diciembre de 2019                            |
| Secretaría de Gobierno                                 | Adrián Flores Matias Palotti Bertola       | 12 de diciembre de 2015 - 1 de junio de 2018 - 10 de diciembre de 2019       |
| Secretaría de Salud                                    | Hernán Oscar Galimberti Jorge Hugo Moron   | 12 de diciembre de 2015 - 1 de junio de 2018 - 10 de diciembre de 2019       |
| Secretaría de Economía y Finanzas                      | Sebastian Torrillas Jorge Alvarez Holmberg | 12 de diciembre de 2015 - 26 de abril de 2017 - 10 de diciembre de 2019      |
| Secretaría de Seguridad Ciudadana                      | Sebastian Cinquerrui Bernardo Magistocchi  | 12 de diciembre de 2015 - 12 de mayo de 2017 - 10 de diciembre de 2019       |
| Secretaria de Producción y Desarrollo Económico        | Esteban Casaburo                           | 12 de diciembre de 2015 - 10 de diciembre de 2019                            |
| Secretaria de Obras y Servicios Públicos               | Guillermo Pascuero Hugo Arbel              | 12 de diciembre de 2015 - 11 de julio de 2018 - 10 de diciembre de 2019      |
| Secretaria de Comunicación Institucional               | Carolina Bartel Santiago Salinas           | 12 de diciembre de 2015 - 07 de mayo de 2016 - 10 de diciembre de 2019       |
| Secretaria de Política Sociales y Abordajes Integrales | Fernardo Cid Claudio Faro                  | 12 de diciembre de 2015 - 04 de septiembre de 2017 - 10 de diciembre de 2019 |

## Elecciones

### Elecciones Concejal Morón 2013[103]
| Alianza/Coalición                      | total votos | Porcentaje | Concejales |
| -------------------------------------- | ----------- | ---------- | ---------- |
| Frente Renovador                       | 83.320      | 41,63%     | 6          |
| Nuevo Encuentro                        | 61.206      | 30,58%     | 4          |
| Frente Progresista Cívico y Social     | 31.956      | 15,97%     | 2          |
| Frente de Izquierda y los Trabajadores | 14.119      | 7,05%      | 0          |
| Unidos por la Libertad y el Trabajo    | 9.546       | 4,77%      | 0          |

Frente Renovador:Martin Marinucci, Jorge Laviuzza, Vanesa Sosa, Ramiro Tagliaferro, Jorge Croche y Maria Ibarra.

### Elecciones Intendente Morón 2015[104]
| Candidato          | Alianza/Coalición                      | total votos | Porcentaje |
| ------------------ | -------------------------------------- | ----------- | ---------- |
| Ramiro Tagliaferro | Cambiemos                              | 86.079      | 42,64%     |
| Hernan Sabatella   | Frente para la Victoria                | 64.927      | 32,16%     |
| Martin Marinucci   | Unidos por una Nueva Alternativa       | 34.137      | 16,91%     |
| Mario Mazzitelli   | Progresistas                           | 8.879       | 4,40%      |
| Malvina Vila       | Frente de Izquierda y los Trabajadores | 7.871       | 3,90%      |

### Elecciones PASO Intendente Morón 2019[105]
| Candidato          | Alianza/Coalición    | total votos | Porcentaje |
| ------------------ | -------------------- | ----------- | ---------- |
| Lucas Ghi          | Frente de Todos      | 91.667      | 43,84%     |
| Ramiro Tagliaferro | Juntos por el Cambio | 78.054      | 36,13%     |

### Elecciones Intendente Morón 2019[106]
| Candidato          | Alianza/Coalición                         | Votos   | Porcentaje |
| ------------------ | ----------------------------------------- | ------- | ---------- |
| Lucas Ghi          | Frente de Todos                           | 101.712 | 47,87%     |
| Ramiro Tagliaferro | Juntos por el Cambio                      | 94.729  | 43,15%     |
| Marina Cassese     | Consenso Federal                          | 12.086  | 5,46%      |
| Alejandro Sebriano | Frente de Izquierda y de los Trabajadores | 7.176   | 3,27%      |
| Fabián Fernández   | Frente NOS                                | 2.748   | 1,22%      |

## Críticas y controversias
Su ludopatía ha sido señalada en reiteradas ocasiones en notas periodísticas e incluso se ha mencionado su cercana relación con Roberto Laffont, "capo" del juego clandestino en la Provincia de Buenos Aires. Según Osvaldo Marasco, candidato a intendente de Ituzaingó por el PRO en 2015, Tagliaferro "se iba a Las Vegas con la plata de la cámara de diputados provincial".

### Contratación directa
En octubre de 2015, el periodista Roberto Navarro dio a conocer una lista de actos de supuestos hechos de corrupción del Gobierno de la Ciudad de Buenos Aires. Entre ellas, que la entonces vicejefa del gobierno porteño María Eugenia Vidal contrató en forma directa a la consultora Poliarquía, de la que su entonces esposo —Ramiro Tagliaferro— era uno de los directores. Por contratación directa, Vidal emitió dos cheques a nombre de Poliarquía pagados por el Gobierno de la Ciudad. Uno por $ 200.000 y otro por $ 240.000 para la realización de encuestas indefinidas. En su descargo, Tagliaferro dijo que tan sólo había realizado trabajos puntuales para la firma desde el año 2012 hasta el 2014, precisamente las fechas en donde se señalan las contrataciones directas del Gobierno a la consultora, pero su propia cuenta personal de Facebook lo contradice, ya que aclara que fue director Asociado de Poliarquía.
La legisladora Gabriela Cerruti criticó el «caso paradigmático» que detectó en publicaciones del Boletín Oficial de la Ciudad y que refiere a Tagliaferro.

### Christian Salinas
En septiembre de 2015, miembros de Nuevo Encuentro acusaron a Tagliaferro de estar involucrado un ataque a un local partidario y un amedrentamiento a dos jóvenes militantes de dicho partido. Uno de los agresores fue Christian Salinas, puntero y por entonces cuarto candidato a concejal del PRO Morón.
Christian Salinas, hombre de confianza, puntero de Ramiro Tagliaferro en Morón Sur y exconcejal oficialista, carga con numerosas denuncias por agresiones, amenazas (una de ellas de la madre de sus hijos, quien declaró haber sido golpeada mientras estaba embarazada) y por liderar una fuerza de choque que ha agredido a militantes de otros partidos políticos en diversas ocasiones. En abril de 2017 se demostró que hostigaba a empleados públicos y les exigía que les entregara parte de su salario. En un audio que se hizo público, Salinas afirma que el mismo Ramiro Tagliaferro ordenó que si un rival político molesta hay que "pegarle dos tiros". El protegido del intendente Tagliaferro renunció a su banca pero permaneció al mando de la Unidad de Gestión Comunitaria de Morón sur, sigue cobrando sueldo y continúa amenazando con armas de fuego y agrediendo a trabajadores, según denuncias realizadas ante la Justicia en 2017.
En febrero de 2019 Salinas amenazó de muerte a Diego Llaneza, exoperador político y responsable de las campañas de Tagliaferro, y a sus hijos en un bar del centro de Morón. Llaneza había dejado de formar parte del equipo de Tagliaferro el año anterior por "la soberbia" del intendente. Según Llaneza, Salinas recibe un sueldo ilegal de 50 mil pesos del propio bolsillo del intendente.

### Aportantes truchos
La investigación del periodista Juan Amorín para El Destape derivó en el caso de falsos aportantes de campaña, personas que, según el Pro, habían aportado para las campañas electorales de 2015 y 2017, muchas de ellas incluso figuraban como afiliadas al partido. Miles de estas personas negaron haber hecho esas donaciones. Según Osvaldo Marasco, excandidato a intendente de Ituzaingó por Cambiemos, Tagliaferro fue uno de los principales responsables del desvío de fondos. Entre los aportantes falsos en el Partido de Morón aparece Samuel Bondarczuk, excandidato a concejal suplente en el 2015 por Cambiemos y funcionario municipal entre 2015 y 2017, quien supuestamente había donado $16.000, afirmó: "puse todo de mí en el sentido de hacer la campaña, pero nunca puse un peso". Bondarczuk también dijo que en las campañas de 2013, 2015 y 2017, Tagliaferro lavó dinero. Según el concejal Diego Spina, en Morón contabilizaron 500 mil pesos de aportantes falsos: "medio millón de pesos que no sabemos cuál es su origen y que, robando la identidad de las personas, han blanqueado para la campaña de Vidal y Tagliaferro aquí en Morón, solamente para las elecciones 2015". También figuran entre los supuestos aportantes el abogado local Marcelo Chumbita, que formaba parte del Pro en Morón hasta 2015, beneficiarios de planes sociales y comerciantes del distrito a los que se les robó la identidad.
En 2019, el gobierno de Tagliaferro le entregó una obra por más de 40 millones de pesos a la firma Miavasa S.A., investigada en la causa por aportes de campaña ilegales, además de ser denunciada por sobreprecios en la ciudad de Buenos Aires, realizar facturas apócrifas y ser socia de la firma IECSA, que perteneció a Mauricio Macri y que hoy pertenece a su primo.

### El caso Flybondi
En marzo de 2018 se llevó adelante una audiencia pública por las operaciones de Flybondi, línea aérea de bajo costo vinculada al vicejefe de gabinete de la Nación Mario Quintana, en el Aeropuerto El Palomar. Antes de la audiencia, Tagliaferro había sido denunciado penalmente, junto a otros funcionarios nacionales y provinciales, por “violar” la medida cautelar que establecía que la línea no podía operar más de tres vuelos diarios desde esa pista. Vecinos de la zona denuncian que las operaciones comerciales en el aeropuerto comenzaron sin que se hubiese realizado el estudio de impacto ambiental correspondiente. Hubo denuncias de censura, incluyendo al abogado Lucas Marisi, quien representa a vecinos de la zona cercana al aeropuerto, y abucheos tanto a Tagliaferro como al ministro Guillermo Dietrich. En medio de la audiencia ingresó al recinto una patota comandada por Oscar Álvarez, expresidente del Consejo Deliberante de Juan Carlos Rousselot y actual puntero de Cambiemos en El Palomar, que responde al intendente Tagliaferro. Álvarez agredió al concejal Hernán Sabbatella tomándolo del cuello. El Concejal Sabbatella presentó una denuncia por la agresión en la Fiscalía General del Departamento Judicial de Morón. Desde el gobierno municipal esgrimieron que el agresor fue el mismo Sabbatella junto a otros concejales y que Oscar Álvarez es tan sólo un vecino, pese a su cercanía con Tagliaferro, la presidenta del HCD Natalín Faravelli y la concejala Analía Zapulla, además de su influencia en El Palomar.
Pocas semanas después de la sesión, se hizo público un audio en el que el exconcejal oficialista Jorge Crocce admite que fue Oscar Álvarez el que agredió a Hernán Sabbatella. Crocce explica que Álvarez agarró por la espalda al concejal de Unidad Ciudadana e intentó acogotarlo. Finalmente, Crocce opina que no avanzará la causa porque el “oficialismo maneja la Justicia”.

### El "Metrobús"
En septiembre de 2016 el Municipio de Morón inició la construcción de carriles preferenciales para autobuses en la Avenida Presidente Perón (ex Gaona) de la localidad de Haedo, destruyendo parte de un parque lineal de 20 metros de ancho en medio de la avenida. El parque lineal había sido comenzado por el ex intendente Lucas Ghi pero las obras quedaron paralizadas tras la asunción de Tagliaferro. Los bloques opositores en el Honorable Concejo Deliberante (HCD) remarcaron que el gobierno incurría en una falta al iniciar tamaña obra sin convocar a audiencia pública ni al mismo Concejo Deliberante (el mismo año la gestión de Tagliaferro también había iniciado otra obra irregularmente sin pasar por el HCD, se trata del "Centro de Monitoreo", construido en un terreno que según el Código de Ordenamiento Urbano (COU) no estaba habilitado para tal fin).
La concejal de Cambiemos y presidenta del HCD, Natalín Faravelli, respondió que las obras no habían comenzado pese a que el presidente Mauricio Macri celebraba al mismo tiempo en redes sociales el avance de las mismas. Ante la polémica, las obras que habían comenzado ilegalmente fueron rápidamente suspendidas y cubiertas con tierra.
Sin mayor información sobre presupuesto o demanda, el gobierno de Tagliaferro convocó a audiencia pública, pero antes de que se llevara a cabo y antes de que fuera aprobada en el Concejo deliberante, la obra ya había sido anunciada en el Boletín Oficial y se llamaba a licitación.
En la audiencia pública el 91% de los vecinos se opuso a la construcción de los carriles para autobuses y la consecuente destrucción del parque lineal. Entre los argumentos se esgrimieron el alto costo de la obra en el marco de la emergencia económica declarada por el mismo Tagliaferro y el poco beneficio de la obra (tramo corto sin mayor tránsito y por el que sólo circulan tres líneas de colectivos) que significaría un ahorro de tan sólo un minuto y medio de tiempo de viaje.
El escándalo por las obras comenzadas ilegalmente y el posterior rechazo abrumador por parte de los vecinos significó la salida del gabinete de Gerardo Calabria, Subsecretario de Gobierno, y de Sebastián Torrillas, Secretario de Economía y Finanzas y quien había declarado la emergencia económica en el Municipio.
En junio de 2017 tras recibir amenazas anónimas, fue incendiado el almacén de un vecino de Haedo que exhibía carteles en contra del "Metrobús" y a favor de la continuación del parque lineal.
Finalmente el proyecto fue aprobado por 12 votos contra 11, a poco más de un año del contundente rechazo en audiencia pública. La sesión en el Concejo Deliberante tuvo momentos de tensión porque el gobierno sólo permitió el ingreso de vecinos que apoyaran el proyecto, mientras que negó el paso a organizaciones civiles y vecinos independientes que lo cuestionaban. En la puerta del edificio hubo incidentes entre vecinos que querían presenciar la sesión y un grupo de militantes de Cambiemos encabezado por Oscar Álvarez, exconcejal de Juan Carlos Rousselot.
El 5 de marzo de 2018, con la obra ya iniciada y ampliamente promocionada mediante comunicación del Gobierno de Morón, desde el área de Planificación del Transporte del mismo gobierno local negaron que existiera el proyecto. En una respuesta oficial a un pedido de informe realizado por el concejal de Unidad Ciudadana, Hernán Sabbatella, y firmada por el director de planificación del transporte de la municipalidad, Fernándo Angueira, se asegura que “actualmente no se encuentran en desarrollo proyectos de corredores de ´Metrobús´ en el partido de Morón“.
El día 9 de octubre de 2018 finalmente se inauguró el llamado "Metrobús Oeste", con poco más de 3 kilómetros, a un costo de cerca de 1.6 millones de dólares por kilómetro y en el marco de una emergencia económica declarada por el propio intendente, al tiempo que otras obras en el distrito están paradas y hay un importante recorte en áreas como salud, que llevaron a que el secretario de Salud del municipio, Hernán Galimberti, dejara su cargo en medio de una crisis vinculada al área.

### El procesamiento de Serna
En diciembre de 2016, Tagliaferro sumó al exfutbolista colombiano Mauricio "Chicho" Serna a su equipo para crear un programa socio-deportivo. Mientras tanto, en su Colombia natal, Serna era acusado de estafar a jóvenes jugadores, y en octubre de 2017 quedó implicado junto a la viuda y el hijo de Pablo Escobar Gaviria por las maniobras de lavado de la banda del Café de los Angelitos. Finalmente, el exfutbolista fue procesado en junio de 2018 por lavado de activos provenientes del narcotráfico. Tagliaferro no se expresó al respecto.

### Policía municipal
Desde la asunción de Tagliaferro, la Policía local de Morón recibió denuncias por actos de discriminación y homofobia avalada desde el Municipio, ha sido utilizada para custodiar lugares privados en lugar de la vía pública, para impedir por orden directa del intendente que vecinos coloquen flores en un monumento, y como fuerza de choque del partido gobernante para impedir la realización de un acto político opositor.

### Malversación
En marzo de 2016 Tagliaferro y Cristian "Chapu" Martínez, coordinador del área de Niñez y Adolescencia del Municipio, fueron denunciados penalmente por los delitos de Malversación de Caudales Públicos, Violación de los Deberes de Funcionario Público y Negociaciones Incompatibles con el Ejercicio de la Función Pública. Martínez había desviado recursos públicos hacia un local de su Partido Fe, miembro de la coalición gobernante, y subió fotos de ello a su cuenta de Facebook. Martínez usó recursos públicos del área de Niñez y del área de Acción Social, como guardapolvos, útiles escolares, lapiceras, cartucheras, hojas, cuadernos y mochilas, que la Municipalidad debía distribuir entre los niños de la comunidad, y en cambio eran repartidos en un local partidario de Cambiemos.

### Licencias de conducir truchas
En enero de 2020 se comprobó la emisión de centenares de licencias de conducir que el propio municipio otorgaba por fuera de los canales habituales, sin controles, con domicilios y otros datos falsos, y que los funcionarios habrían utilizado como método de embolso de dinero. Por cada licencia se cobraban entre 3 y 8 mil pesos. La Oficina Anticorrupción del Municipio de Morón realizó una denuncia penal con el objetivo de investigar “la comisión de los delitos de defraudación a la administración pública, asociación ilícita, incumplimiento de deberes de funcionario público, cohecho e incompatibilidad con el ejercicio de la función pública”. La denuncia penal recayó en la fiscalía en lo Criminal y Correccional 4 de Morón, a cargo de Paula Salevsky.

### Detención del jefe de campaña de Tagliaferro
En junio de 2023 fue detenido Walter Rodríguez Sierra, quien se desempeñaba desde 2015 como jefe de calle encargado de las campañas electorales del partido Juntos por el Cambio en Morón y,  durante la gestión de Tagliaferro, trabajó como chofer de un secretario de Gobierno. En un local de Rodríguez Sierra se secuestraron dos armas de fuego que pudieron haber sido utilizadas durante un asalto y asesinato en la localidad de Padua pocos días antes. Además se encontraron en el local de Rodríguez Sierra elementos de valor que fueron sustraídos durante el asalto. También fue detenido Gerardo Rodríguez Sierra, hijo del primero, quien se desempeña en el Concejo Deliberante de Morón